# Otton Hedemann
Otton Hedemann (ur. 29 kwietnia 1887, zm. 18 maja 1937 w Wilnie) – nauczyciel, historyk.

## Życiorys
Urodził się w okolicach Mińska jako syn Duńczyka Magnusa Jana Hedemanna i Polki Jadwigi z domu Andrzejewskiej. Ojciec był inżynierem pracującym na terenach polskich przy melioracjach. Otton Hedemann odbył studia humanistyczne w Kijowie. Zamieszkiwał w okolicach miasta Homel. Po zakończeniu I wojny światowej i odzyskaniu przez Polskę niepodległości osiadł w II Rzeczypospolitej. Pracował jako nauczyciel historii, od 1922 w gimnazjum w Brasławiu.
Publikował prace w zakresie historii regionalnej Polski. Na łamach miesięcznika „Echa Leśne” zamieszczał artykuły na temat historii Puszczy Białowieskiej, oparte na pracach archiwalnych. Jego ostatnie dzieło dotyczące Puszczy Białowieskiej zostało ukończone i opublikowane już po jego śmierci.
Zmarł 18 maja 1937 w Wilnie po przebytej operacji.

## Publikacje
- Historja Powiatu Brasławskiego (1930)
- Dawne puszcze i wody (1934)
- Dzisna i Druja. Magdeburskie miasta (1934)
- Graf Manuzzi (1935)
- Głębokie. Szkic dziejów (1935)
- Testamenty brasławsko-dziśnienskie XVII-XVIII wieku jako źródło historyczne (1935)
- Szkoły walerjanowskie X.X. Pijarów łużeckich (1937)
- Dzieje puszczy Białowieskiej w Polsce przedrozbiorowej w okresie do 1798 roku (1939, pracę ukończył Wiktor Hartman)